# Президентский дворец (Дамаск)
Президентский дворец (араб. القصر الرئاسي‎, также Народный дворец — араб. قصر الشعب‎; Дворец Нью-Шааб; Каср Аш-Шааб) — резиденция президента Сирии, находящаяся в Дамаске. Дворец расположен в западной части города на горе Мезз, рядом с Джебель-Касиюн и видом на город.

## Архитектура
Главное здание охватывает 31 500 квадратных метров. Всё плато горы Меззе является частью дворцовых помещений и окружено стеной безопасности и сторожевыми вышками охраны. В передней части здания находится большой фонтан, сам дворец в основном состоит из пустых комнат из каррарского мрамора.
Дизайн дворца приписывают японскому архитектору Кэндзо Тангэ, но он ушёл из проекта ещё до начала строительства. Передние медные ворота были созданы знаменитым сирийско-еврейским художником Морисом Нсеири.
Дворцовые помещения занимают площадь около 510 000 квадратных метров, а также включают в себя частный президентский госпиталь и штаб республиканской гвардии. Хафез аль-Асад заказал разработку планов строительства в 1979 году. Некоторые исследователи называли это здание одной из форм «феодальной архитектуры».

## Предназначение
Дворец часто используется для размещения правительственных делегаций и правительств иностранных государств, посещающих Сирию. Так, 27 октября 1994 года Билл Клинтон встретился с Хафезом аль-Асадом во дворце, где они провели переговоры по мирному урегулированию сирийско-израильского конфликта.

## Галерея

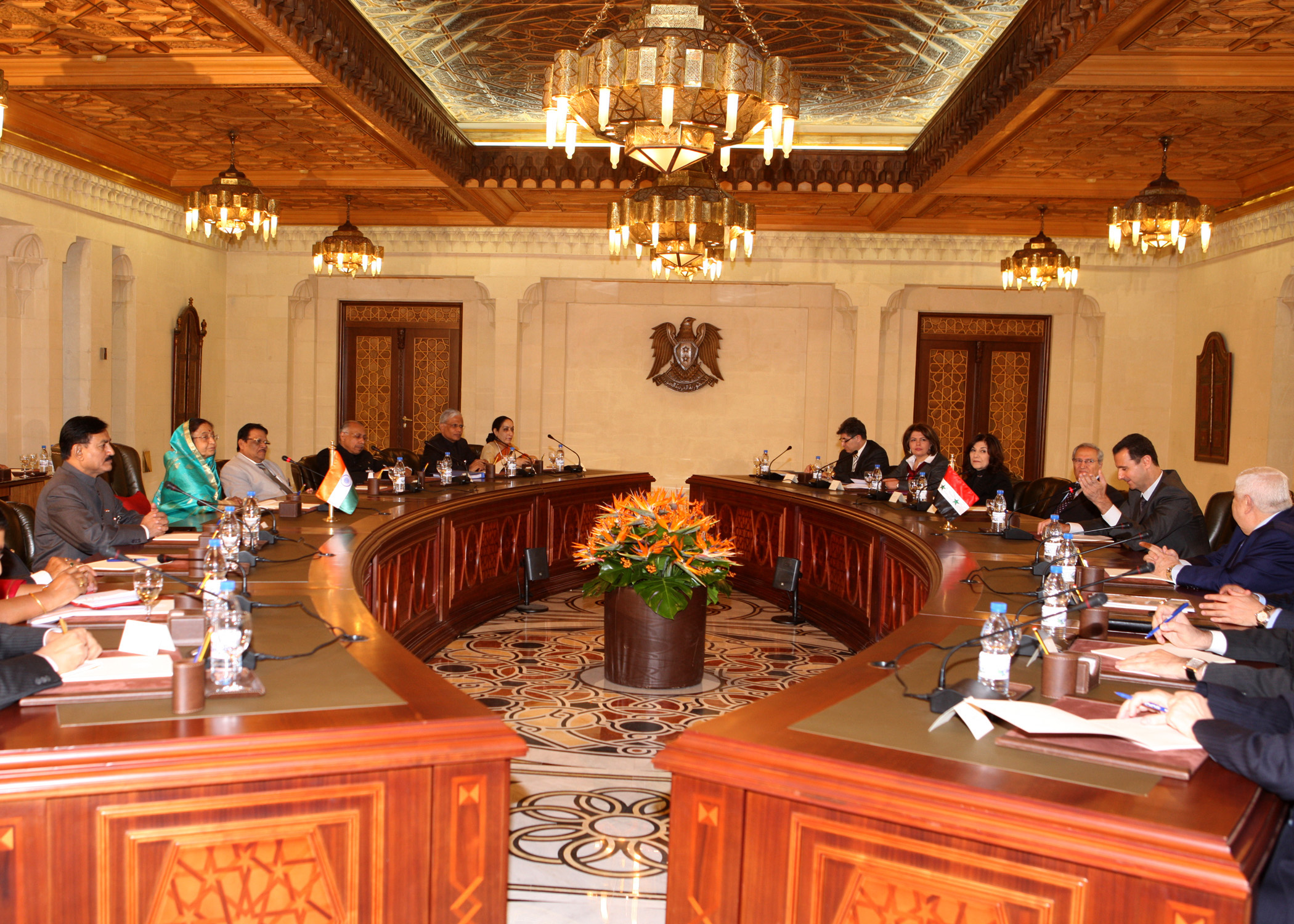
Один из залов дворца в 2010 году
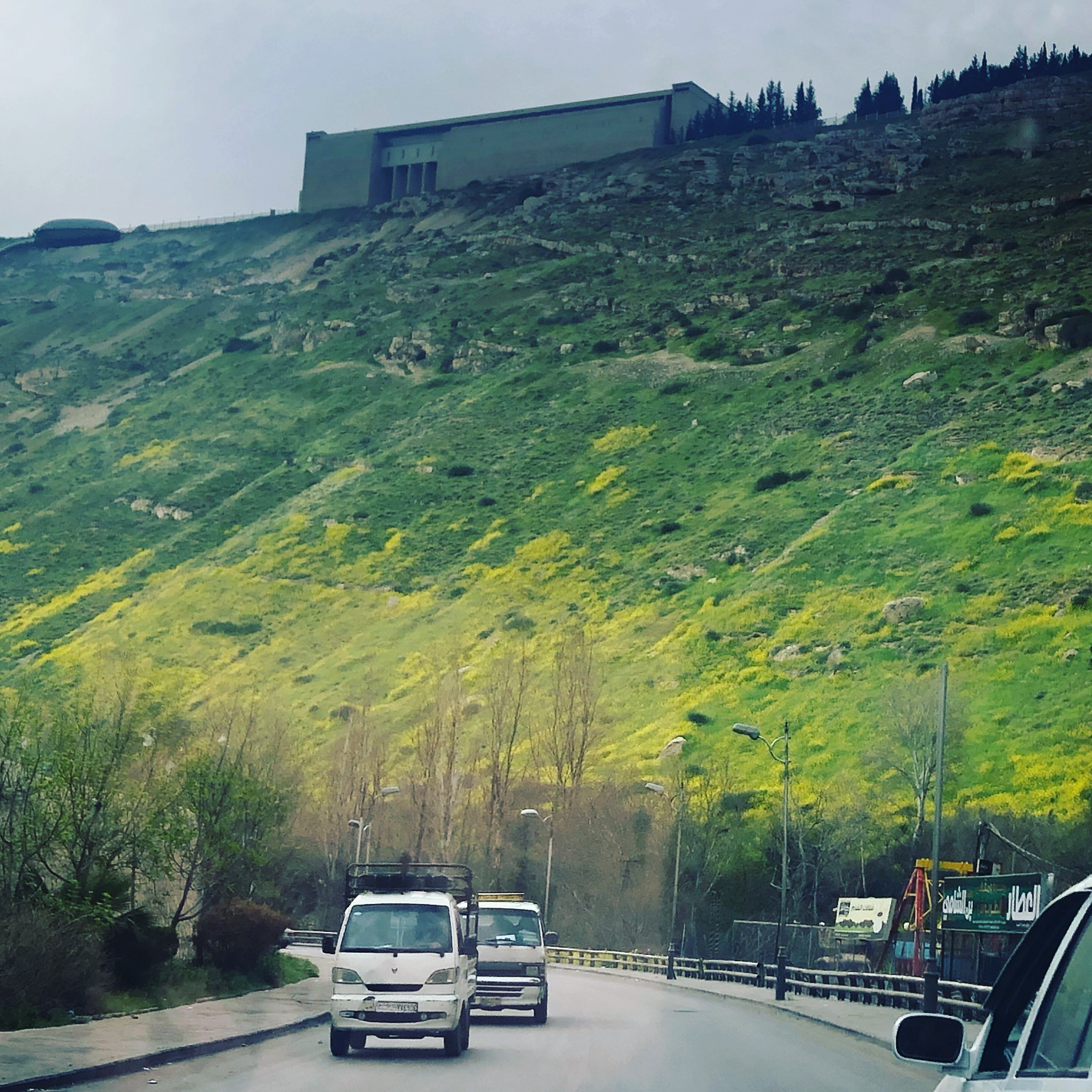
Вид на Президентский дворец из Дамаска в 2019 году
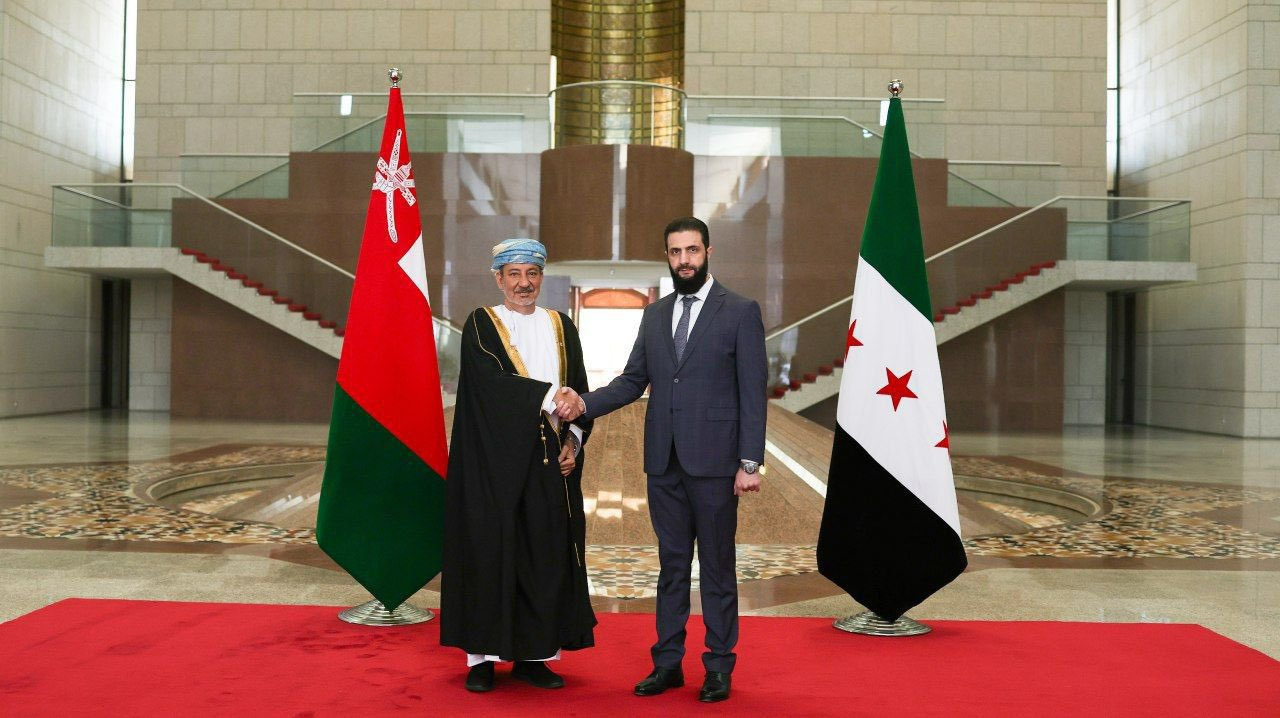
Посол Омана (слева) и Ахмед аль-Шараа (справа) в Президентском дворце[12] в 2025 году